# Markovac (Daruvar)
Markovac is een plaats in de gemeente Daruvar in de Kroatische provincie Bjelovar-Bilogora. De plaats telt 93 inwoners (2001).